# Sugako Kanno
Sugako Kanno (管野 須賀子), parfois nommée simplement Suga Kanno,  née le 7 juin 1881 à Osaka et exécutée par la justice japonaise à l'âge de 29 ans le 25 janvier 1911, est une anarchiste et féministe japonaise, journaliste de profession. Elle est l'auteur d'une série d'articles sur l'oppression des genres et est une défenseuse de la liberté et de l'égalité des droits entre les hommes et les femmes.
En 1910, elle est accusée de trahison par le gouvernement japonais pour son implication supposée dans l'incident de haute trahison, une conspiration visant à assassiner l'empereur Meiji. Elle est la première femme prisonnière politique à avoir été exécutée dans l'histoire du Japon moderne.

## Biographie
Née à Osaka, au Japon, Kanno Sugako perd sa mère à l'âge de dix ans. Son père se remarie. En plus d'être maltraitée par sa belle-mère, Kanno est violée à l'âge de quinze ans. Elle découvre le socialisme pour la première fois en lisant un essai sur les victimes d'abus sexuels. En 1898, à dix-sept ans, elle se marie à un homme appartenant à une famille marchande de Tokyo afin d'échapper aux mauvais traitements de sa belle-mère et ne revient à Osaka qu'en 1902.
Kanno commence ensuite à écrire pour un journal et s'engage dans le mouvement féministe chrétien qui lutte contre le système des bordels légaux. Au déclenchement de la guerre russo-japonaise en 1904, elle rejoint le mouvement pacifiste socialo-chrétien, devient, en 1906, directrice d'un journal de la préfecture de Wakayama et entame une liaison avec le meneur socialiste Kanson Arahata (1887-1981).
Elle retourne ensuite à Tokyo et participe à un rassemblement anarchiste dont les meneurs sont arrêtés lors de l'incident du drapeau rouge en juin 1908. Elle est elle-même arrêtée alors qu'elle rend visite à ses amis en prison. Après sa libération deux mois plus tard, elle rencontre l'anarchiste Shūsui Kōtoku (1871-1911). Ils publient tous les deux un journal anarchiste qui est finalement interdit par les autorités et Kanno est de nouveau arrêtée.
Plus tard, elle est accusée d'avoir participé à un complot visant à assassiner l'empereur Meiji. Avec vingt-trois autres personnes, Kanno est condamnée à mort. Sur ces co-condamnés, douze voient leur peine commuée en prison à vie ; les autres sont exécutés le 24 janvier 1911. Kanno est pendue seule le 25 janvier 1911 dans la prison d'Ichigaya (ja) à Tokyo.

## Dans la culture populaire
La vie de Kanno Sugako a inspiré la pièce de théâtre Kaiki Shoku (« éclipse »), produite la compagnie théâtrale Aono Jikken Ensemble et écrite par William Satake Blauvelt.